# 茂汶当归
茂汶当归（学名：Angelica maowenensis）是伞形科当归属的植物，是中国的特有植物。分布在中国大陆的四川等地，生长于海拔2,600米至3,400米的地区，常生于路旁、草丛、高山阳坡或灌丛中，目前尚未由人工引种栽培。

## 别名
骚独活（茂汶）